# 벨기에의 왕위 계승 순위
벨기에의 현재 국왕은 작센코부르크고타가의 필리프 (벨기에)이며, 왕위 계승 순위 1위는 브라반트 여공작 엘리자베트이다.
1991년, 헌법 개정이 이루어진 후 성별에 관계 없이 출생 순서에 따라 계승 순위가 부여되는 절대적 맏이 상속법을 따른다.

## 왕위 계승 순위
- 알베르 2세 (벨기에)
  -  필리프 (벨기에)
    - (1) 브라반트 여공작 엘리자베트 (2001년)
    - (2) 벨기에 왕자 가브리엘 (2003년)
    - (3) 벨기에 왕자 에마뉘엘 (2005년)
    - (4) 벨기에 공주 엘레오노르 (2008년)

  - (5) 벨기에 공주 아스트리드 (1962년)
    - (6) 벨기에 왕자 아메데오 (1986년)
      - (7) 외스터라이히에스테 여대공 안나 아스트리드 (2016년)
      - (8) 외스터라이히에스테 대공 막시밀리안 (2019년)
      - (9) 외스터라이히에스테 여대공 알릭스 (2023년)

    - (10) 벨기에 공주 마리아 로라 (1988년)
      - (11) 알베르 이스비 (2025년)

    - (12) 벨기에 왕자 요아힘 (1991년)
    - (13) 벨기에 공주 루이자 마리아 (1995년)
    - (14) 벨기에 공주 래티티아 마리아 (2003년)

  - (15) 벨기에 왕자 로랑 (1963년)
    - (16) 벨기에 공주 루이즈 (2004년)
    - (17) 벨기에 왕자 니콜라스 (2005년)
    - (17) 벨기에 왕자 에메릭 (2005년)

## 같이 보기
- 벨기에의 군주 목록